# ماده‌گرایی تاریخی
ماده‌گرایی تاریخییا ماتِریالیسم تاریخی (به انگلیسی: Historical Materialism) محور اصلی فلسفهٔ مارکسیستی تاریخ است که بر پایهٔ آن معماری کامل یک جامعه و نیز قوانینی که بر تحولات آن حاکم است به‌واسطهٔ روابط و ساختارهای مادی و نحوهٔ تَطَوُرآن دریافت‌پذیرتر و تحلیل‌پذیرتر است، به‌ عبارت دیگر، در طول تاریخ، نیروهای مادی اجتماعی در کنش افراد جامعه نقش تعیین‌کننده دارند، نه آرمان‌ها و هدف‌هایی که آگاهانه برای خود ترسیم می‌کنند.

## تاریخچه سیر تکامل ماده‌گرایی تاریخی در اندیشه مارکس
ماده‌گرایی تاریخی روشی تحلیلی برای بررسی جامعه، اقتصاد و تاریخ است که ابتدا توسط کارل مارکس ارائه شد. این روش به بررسی تحولات و سیر زمانی ماده‌گرایی و دیالِکتیک در ارتباط با جامعه و تاریخ انسان می‌پردازد. ماده‌گرایی تاریخی جزئی جدایی‌ناپذیر از فلسفه مارکس محسوب می‌شود.
کارل مارکس (۱۸۱۸–۱۸۸۳) یکی از برجسته‌ترین متفکران هزاره دوم میلادی بود. وی فعالیت علمی خود را در دانشگاه برلین در دوره اوج‌گیری فلسفه هِگِل آغاز نمود. مارکس هم در شکل‌گیری اندیشه‌های هگل که اساس فلسفه و آثار او و دیگران را تشکیل داد نقش داشت و هم، با وجود پایبندی به سنت هگلی، به نقد نظام فلسفی او پرداخت.
ماده‌گرایی دیالکتیک تاریخی روشی است که عمومی‌ترین و بنیادی‌ترین قوانین مربوط به تکامل و دگرگونی‌های جامعه انسانی و راه‌های تغییر آن را بیان می‌کند. این روش در حقیقت کاربرد دیالکتیک ماده‌گرایی در زندگی اجتماعی است که چگونگی تحول تاریخی جامعه را نشان می‌دهد. گِئورگ ویلهِلم فِریدریش هگل نخستین بار این مفهوم را مطرح ساخت.
مارکس با وجود بهره‌گیری جدی از روش دیالکتیکی هگل، رویکرد آرمانگرای او را مورد نقد قرار داد. وی همچنین دیدگاه‌های دینی و رومانتیک هگل را زیر سؤال برد. مارکس تحت تأثیر لودویگ فویِرباخ، گرایشی الحادی در پیش گرفت و در شکل‌گیری ماده‌گرایی خود نیز از انتقادات فویرباخ به نظام آرمانگرای هگل استفاده کرد.
لودویک فویرباخ به عنوان یکی از هگلی‌های جوان، برخی دیدگاه‌های هگل به ویژه تأکید بیش از حد او بر آگاهی و روح جامعه را مورد انتقاد قرار داد و بر اهمیت ماده‌گرایی تأکید نمود. نقد فویرباخ به نگرش دینی هگل و رویکرد الحادی او برخاسته از فلسفه مادی بود.با این حال مارکس خود نیز فویرباخ را به دلیل تأکید افراطی بر دین و باورها و همچنین ماده‌گرایی غیرانقلابی‌اش که تنها جنبه نظری داشت و فاقد کارایی عملی بود، مورد انتقاد قرار داد.
مارکس در کنار استفاده از دیالکتیک هگل و ماده‌گرایی فویرباخ که شالوده ماده‌گرایی دیالکتیک او را تشکیل می‌داد، در تحلیل‌های اقتصادی خود از جامعه و تاریخ نیز متأثر از اندیشه‌های اقتصاددانانی چون آدام اِسمیت، جِرِمی بِنتام و دِیوید ریکاردو بود. نظریه ارزش کار که یکی از ارکان اصلی نظام فلسفی مارکس به شمار می‌رفت و این فرض بنیادین که کار سرچشمه تمام ثروت‌هاست، تحت تأثیر آرای این اندیشمندان شکل گرفت. البته مارکس دیدگاه این اقتصاددانان را نیز مورد نقد قرار داد.
از دیدگاه مارکس، اگرچه این اقتصاددانان سیاسی به نقاط ضعف نظام سرمایه‌داری اذعان داشتند، اما این کاستی‌ها را ذاتی و گریزناپذیر می‌پنداشتند و بر ضرورت دگرگونی اساسی در ساختار اقتصادی موجود تأکید نمی‌کردند. به عبارت دیگر، نگرش آن‌ها ماهیتی غیرانقلابی داشت.مارکس همچون آگوست کُنت به تحلیل علمی پدیده‌ها می‌پرداخت و از تفسیرهای فلسفی و حکمی اجتناب می‌ورزید. از این منظر شاید بتوان مارکس را بیش از آنکه فیلسوفی نظریه‌پرداز درباره تاریخ بدانیم، جامعه‌شناسی تاریخی به شمار آورد.
مارکس عمیقاً خواستار تحول و اصلاحات اجتماعی بود و در این راه علاوه بر تأثیرپذیری از اقتصاددانان پیشین، خود نیز مکتب و رویکرد اقتصادی تأثیرگذاری پدید آورد. اندیشه‌های مارکس ترکیبی از فلسفه آرمانگرای آلمان، خردگرایی اِسپینوزا، سوسیالیسم فرانسه و اقتصاد سیاسی بریتانیا بود. هرچند او کوشید با رویکردی متمایز به تفسیر و دگرگونی جهان بپردازد و مجموعه نظریاتش به عنوان فلسفه‌ای اجتماعی درباره تاریخ مطرح شد، اما دغدغه اصلی‌اش نه فلسفه تاریخ، بلکه نقد نظام سرمایه‌داری بود.
از این رو شاید صحیح‌تر باشد که مارکس را جامعه‌شناسی تاریخی بدانیم تا فیلسوف تاریخ. از منظر جامعه‌شناسی تاریخی، مارکس جامعه‌شناسی رادیکال و انقلابی بود که ضرورت تحول انقلابی برای تغییر وضع موجود و ساختارهای اقتصادی و اجتماعی آن را باور داشت. او با نقد نظام سرمایه‌داری، دستگاه فلسفی ویژه خود را بنیان نهاد. مارکس با تکیه بر تاریخ، نگرش انتقادی نسبت به وضع موجود را به تمام تاریخ تعمیم داد و نظامی ساختاری مبتنی بر اولویت اقتصاد و اهمیت ابزار تولید ایجاد کرد که آن را ماده‌گرایی تاریخی نامید.از زمان مارکس این نظریه توسط بسیاری از متفکران مارکسیستی اصلاح و گسترش یافته‌است و امروزه اشکال گوناگونی پیدا کرده‌است.
واقعیت‌های اجتماعی، اقتصادی، فرهنگی و تاریخی از پیچیدگی بی‌نهایتی برخوردارند. برای فهم چنین واقعیت‌های متغیر و پیچیده‌ای، تنها می‌توان با به‌کارگیری چارچوبی کلی آنها را ساده‌سازی نمود و اگر این روش به تنهایی کفایت نکند، باید پویایی محرک آن را درک کرد. مارکس با نظریه ماده‌گرایی تاریخی خود دقیقاً همین کار را انجام داد: او تکامل تاریخی بشر را به شکلی قابل فهم ارائه داد بدون آنکه به ساده‌انگاری دچار شود. روش مارکس، همان‌گونه که خودش تعریف می‌کند، ابزاری برای فهم بهتر است و در مقابل اصول جزم‌گرایانه قرار دارد که بدون سازگاری با شرایط ویژه به‌کار بسته می‌شوند.
مارکس خودش از اصطلاح ماده‌گرایی تاریخی استفاده نمی‌کرد و به‌جای آن از عنوان تصور ماده‌گرایانه از تاریخ (به انگلیسی: the materialist conception of history) بهره می‌برد. ماده‌گرایی تاریخی به‌دنبال عواملی که باعث توسعه و تغییر در نحوه تأمین ضروریت‌های معاش در جوامع انسانی می‌شود، می‌گردد. در این نظریه ویژگی‌های جامعه مانند طبقه، نظام سیاسی و ایدئولوژی نتیجه فرعی فعالیت‌های اقتصادی جامعه قلمداد می‌شوند. کارل مارکس در پیشگفتار کتاب در نقد اقتصاد سیاسی چنین بیان می‌کند:
«...تحقیقاتم در این زمینه مرا به این نتیجه رساند که نه مناسبات حقوقی و نه اشکال سیاسی هیچ‌یک را نمی‌توان به تنهائی، یا بر پایه خود یا بر پایه به‌اصطلاح فرایند شکوفا شدن عام ذهن بشر، درک کرد. بلکه، برعکس، این مناسبات و اشکال ریشه در شرایط مادی حیات—که کل آنها را هگل، به پیروی از سرمشق متفکرین انگلیسی و فرانسوی قرن هیجدهم، مَشمول و مَدلول اصطلاح «جامعه مدنی» قرار می‌دهد—دارند؛ اما آناتومی این جامعه مدنی را باید در اقتصاد سیاسی جستجو کرد...
...انسان‌ها در روند تولید اجتماعی موجودیت خود ناگزیر با یکدیگر وارد مناسباتی می‌شوند. این مناسبات، مناسبات تولیدی آنهاست، که از خواست و اراده ایشان مستقل و متناظر با مرحله معینی از رشد نیروهای تولیدی آنهاست. مجموعه این مناسبات ساختار اقتصادی جامعه یعنی آن زیربنای واقعی را تشکیل می‌دهد که بر آن روبنائی حقوقی و سیاسی سر برمی‌کشد، و متناظر با آن اشکال معینی از آگاهی اجتماعی شکل می‌گیرد. شیوه تولید حیات مادی انسان‌هاست که چند و چون فرایند کلی حیات اجتماعی، سیاسی و فکری آنها را تعیین می‌کند. آگاهی انسان‌ها نیست که چگونگی موجودیت‌شان را تعیین می‌کند، بلکه چگونگی موجودیت اجتماعی آنهاست که آگاهی‌شان را تعیین می‌کند. در مرحله‌ای از فرایند رشد جامعه، نیروهای تولید مادی آن با مناسبات تولیدی یا مِلکی (که صرفاً اصطلاحی حقوقی برای بیان همان مناسبات تولیدی است) موجودش، که تا آن زمان چارچوبی برای عملکرد این نیروها فراهم می‌آورده‌اند، دچار تناقض می‌شوند، و این مناسبات از اشکالی برای رشد نیروهای تولیدی مبدل به قیودی بر دست و پای آنها می‌شوند. آنگاه دوران انقلاب اجتماعی فرامی‌رسد. تغییر شالوده اقتصادی جامعه دیر یا زود به تحول کل روبنای عظیم آن می‌انجامد...».